# Održiva poljoprivreda
Održiva poljoprivreda je bavljenje poljoprivredom na održive načine, što znači zadovoljenje sadašnjih potreba za hranom i tekstilom društva, bez ugrožavanja sposobnosti budućih generacija da zadovolje svoje potrebe. Ona se može zasnovati na razumevanju mogućnosti ekosistema. Postoji mnogo metoda za povećanje održivosti poljoprivrede. Pri razvoju poljoprivrede u okviru održivih sistema ishrane, važno je razviti fleksibilne poslovne procese i poljoprivredne prakse.
Poljoprivreda ostavlja ogroman trag u životnoj sredini. Ona istovremeno izaziva promene u životnoj sredini i pod njihovim je uticajem. Ako se porast ljudske populacije ne smanji, biće neophodno povećanje proizvodnje hrane. Održiva poljoprivreda pruža potencijalno rešenje koje će omogućiti da poljoprivredni sistemi prehrane rastuću populaciju u promenljivim uslovima životne sredine. S obzirom na ograničeno snabdevanje prirodnim resursima po bilo kojoj određenoj ceni i lokaciji, poljoprivreda koja je neefikasna ili šteti potrebnim resursima, i na kraju može iscrpiti raspoložive resurse ili mogućnost da se priušte i pribave.
Razvoj održivih sistema ishrane doprinosi održivosti ljudske populacije. Na primer, jedan od najboljih načina za ublažavanje klimatskih promena je stvaranje održivih sistema ishrane zasnovanih na održivoj poljoprivredi. Održiva poljoprivreda predstavlja potencijalno rešenje za omogućavanje poljoprivrednim sistemima da hrane rastuću populaciju u promenljivim uslovima životne sredine. Pored održivih poljoprivrednih praksi, prehrambeni pomak na održivu ishranu je isprepleteni način za značajno smanjenje uticaja na životnu sredinu. Postoje brojni standardi održivosti i sistemi sertifikacije, uključujući organsku sertifikaciju, Alijansa kišne šume, Fair Trade, UTZ certifikat, GlobalGAP, Prikladno za ptice i Zajednički kodeks za zajednicu kafe (4C).

## Istorija
Franklin H. King je 1907. u svojoj knjizi Poljoprivrednici četrdeset vekova je raspravljao o prednostima održive poljoprivrede, i upozorio da će takve prakse biti od vitalnog značaja za poljoprivredu u budućnosti. Smatra se da je izraz „održiva poljoprivreda” skovao australijski agronom Gordon Maklimont. Izraz je postao popularan krajem 1980-ih.
Na Međunarodnom hortikulturnom kongresu u Torontu 2002. godine, Međunarodno društvo hortikulturnih nauka održalo je međunarodni simpozijum o održivosti u hortikulturi. Na sledećoj konferenciji u Seulu 2006. godine, o principima se dalje diskutovalo.

## Definicija
U američkom Nacionalnom zakonu o poljoprivrednom istraživanju, proširenju i nastavnoj politici iz 1977. godine, termin „održiva poljoprivreda” je definisan kao integrisani sistem biljne i životinjske prakse koji ima aplikaciju specifičnu za lokaciju koja će dugoročno:
- zadovoljavati ljudske potrebe za hranom i vlaknima[17]
- poboljšati kvalitet životne sredine i bazu prirodnih resursa od koje zavisi poljoprivredna ekonomija[17]
- učiniti efikasnijom upotrebu neobnovljivih izvora i resursa na farmama i integrirati, prema potrebi, prirodne biološke cikluse i kontrole[17]
- održati ekonomsku održivost rada na farmama[17]
- poboljšati kvalitet života poljoprivrednika i društva u celini.[17]

Britanski naučnik Džuls Preti naveo je nekoliko ključnih principa vezanih za održivost u poljoprivredi:
- Uključivanje bioloških i ekoloških procesa kao što su cikliranje hranljivih materija, regeneracija tla i fiksiranje azota u poljoprivredne i prehrambene prakse.[18]
- Korišćenje smanjene količine neobnovljivih i neodrživih inputa, posebno onih koji su štetni za životnu sredinu.[18]
- Korišćenje ekspertiza poljoprivrednika da bi se produktivno obradila zemlja, tako da se promovišu samostalnost i samodostatnost poljoprivrednika.[18]
- Rešavanje problema poljoprivrede i prirodnih resursa kroz kooperaciju i kolaboraciju ljudi sa različitim veštinama. Problemi koji se rešavaju uključuju suzbijanje štetočina i navodnjavanje.[18]

Ona „razmatra dugoročnu i kratkoročnu ekonomiju, jer je održivost spontano definisana kao večna, odnosno, poljoprivredna okruženja koja su dizajnirana da promovišu beskrajnu obnovu”. Ona uravnotežava potrebu za očuvanjem resursa sa potrebama poljoprivrednika koji se bave svojim sredstvima za život.
Smatra se da je ona ekološki izmirujuća, jer obuhvata biološku raznolikost unutar ljudskih pejzaža.

## Literatura
- Dore, J. (1997) Sustainability Indicators for Agriculture: Introductory Guide to Regional/National and On-farm Indicators, Rural Industries Research and Development Corporation, Australia.
- Falvey, Lindsay (2004) Sustainability – Elusive or Illusion: Wise Environmental Management. Institute for International Development, Adelaide.
- Gold, Mary (1999) Sustainable Agriculture: Definitions and Terms. Special Reference Briefs Series no. SRB 99-02 Updates SRB 94-5 September 1999. National Agricultural Library, Agricultural Research Service, U.S. Department of Agriculture.
- Hayes, B. (2008) Trial Proposal: Soil Amelioration in the South Australian Riverland.
- Paull, J. (2014) Lord Northbourne, the man who invented organic farming, a biography. Journal of Organic Systems, 9(1), 31–53.
- Pender J., Place F., Ehui S. (2006) Strategies for Sustainable Land Management in the East African Highlands
- Pollan M. (2007) The Omnivore's Dilemma: A Natural History of Four Meals
- Roberts W. (2008) The No-Nonsense Guide to World Food
- Royal Society (February 2008) Dedicated double issue of Philosophical Transactions B on Sustainable Agriculture. Some articles are freely available.
- Kunstler, James Howard (2012). Too Much Magic; Wishful Thinking, Technology, and the Fate of the Nation. Atlantic Monthly Press. ISBN 978-0-8021-9438-1.
- McKibben, D., ур. (2010). The Post Carbon Reader: Managing the 21st Century Sustainability Crisis. Watershed Media. ISBN 978-0-9709500-6-2.
- Sandström, Vilma; Saikku, Laura; Antikainen, Riina; Sokka, Laura; Kauppi, Pekka (15. 4. 2014). „Changing impact of import and export on agricultural land use: The case of Finland 1961–2007”. Agriculture, Ecosystems & Environment. 188: 163—168. doi:10.1016/j.agee.2014.02.009.
- Charles Geisler; Ben Currens (20. 12. 2013). „"Peak Farmland": Revealed Truth or Recreancy?”. William R. Freudenburg, A Life in Social Research. Research in Social Problems and Public Policy. 21. Emerald Group Publishing Limited. стр. 177—199. ISBN 978-1-78190-734-4. doi:10.1108/s0196-1152(2013)0000021012.
- „What is peak farmland?”. Kate Prengaman (на језику: енглески). 8. 1. 2013. Архивирано из оригинала 24. 10. 2016. г. Приступљено 24. 10. 2016.

## Spoljašnje veze
- „Environmental Impact”. Stop Force Feeding.com. Animal Protection & Rescue League (APRL). Архивирано из оригинала 16. 07. 2019. г. Приступљено 5. 11. 2019.
- Campbell, Lindsay (3. 11. 2019). „New York City to Ban Foie Gras”. The Modern Farmer, Ecowatch. Приступљено 5. 11. 2019.